# 에런 브룩스 (레슬링 선수)
에런 마켈 브룩스(영어: Aaron Marquel Brooks, 2000년 6월 15일~)는 미국의 레슬링 선수이다. 2024년 하계 올림픽 남자 자유형 미들급 종목에서 동메달을 획득했으며 세계 U-23 선수권 대회 1회 우승, 세계 주니어 선수권 대회 1회 준우승을 차지했다.